# Lasaeola weidingguo
Espèce
Synonymes
- Yaginumena weidingguo Lin & Li, 2024

Lasaeola weidingguo est une espèce d'araignées aranéomorphes de la famille des Theridiidae.

## Distribution
Cette espèce est endémique de la province de Ninh Bình au Viêt Nam,. Elle se rencontre dans le parc national de Cúc Phương.

## Description
La femelle holotype mesure 2,91 mm.

## Systématique et taxinomie
Cette espèce a été décrite sous le protonyme Yaginumena weidingguo par Lin et Li en 2024. Elle est placée dans le genre Lasaeola par Liu, Liang, Yin et Xu en 2025.

## Étymologie
Cette espèce est nommée en l'honneur de Wei Dingguon, un des 108 brigands d'Au bord de l'eau. 

## Publication originale
- Lin, Hu, Pham & Li, 2024 : « Taxonomic notes of theridiid spiders (Araneae: Theridiidae) from China and Vietnam. » Zoological Research: Diversity and Conservation, vol. 1, no 2, p. 141-168 (texte intégral).